# استران (ترکیب شیمیایی)
استران ها(انگلیسی: Estranes) گروهی از مشتقات استروئیدی با هسته گونان هستند.